# Corpe
Corpe település Franciaországban, Vendée megyében. Lakosainak száma 1025 fő (2022. január 1.). Corpe Luçon, Bessay, Les Magnils-Reigniers, Mareuil-sur-Lay-Dissais, Péault, Sainte-Gemme-la-Plaine és Saint-Jean-d’Hermine községekkel határos.

## Népesség
A település népességének változása:
| Lakosok száma | 1020 | 1070 | 1068 | 1033 | 1012 | 1014 | 1015 | 1010 | 1025 |
|               | 2013 | 2015 | 2016 | 2017 | 2018 | 2019 | 2020 | 2021 | 2022 |